# Alfonso Guerra

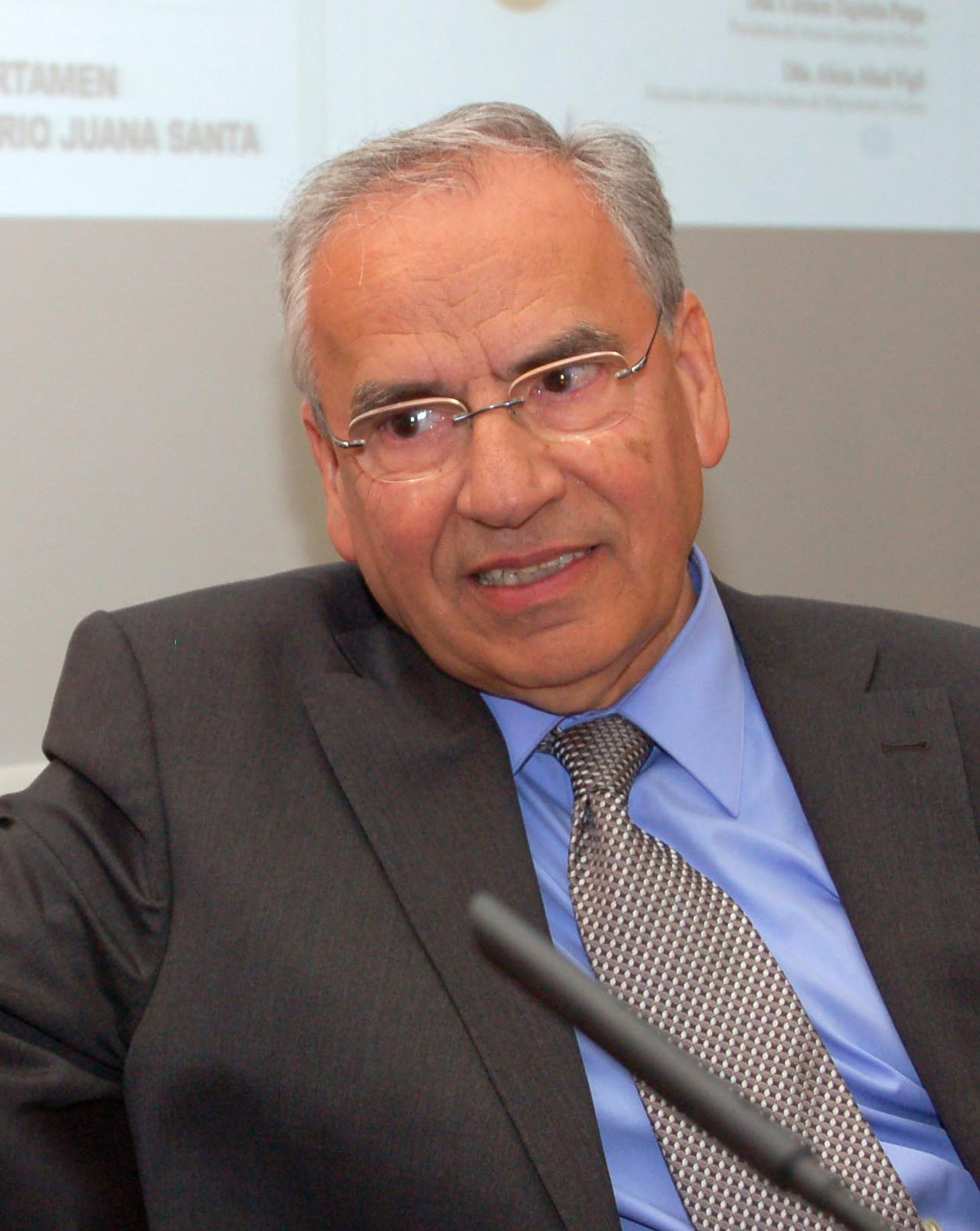
Alfonso Guerra (2011)

Alfonso Guerra González (* 30. Mai 1940 in Sevilla) ist ein spanischer Politiker des Partido Socialista Obrero Español (PSOE), der unter anderem zwischen 1977 und 2015 Mitglied des Congreso de los Diputados war, des Unterhauses der Cortes Generales. Er fungierte von 1979 bis 1997 als Vize-Generalsekretär des PSOE und bekleidete zwischen 1982 und 1991 den Posten als Vize-Ministerpräsident. Darüber hinaus verfasste er zahlreiche Bücher zu historischen und politischen Themen.

## Leben

### Hochschullehrer und Parteifunktionär der PSOE
Alfonso Guerra González absolvierte nach dem Schulbesuch ein Studium an der Fakultät für Philosophie und Literatur der Universität Sevilla, welches er mit einem Lizenziat beendete, sowie ein weiteres Studium als Ingenieur für Industrietechnik. 1960 trat er der Sozialistischen Jugend in Sevilla bei und wurde 1962 Mitglied der Partido Socialista Obrero Español (PSOE) in Andalusien, deren Generalsekretär er bis 1970 war. Er war auch Mitglied der Nationalkomitees der PSOE bis 1970, als er zum Mitglied des Exekutivkomitees der Partei ernannt wurde. Er war bis 1975 Professor an der Expertenschule der Universität Sevilla und beantragte dann eine Beurlaubung, um in die Politik einzutreten. 
In jenen Jahren der politischen Geheimhaltung für die gegen den Franquismus gerichteten Gruppierungen war Guerra, der auf den Spitznamen „Andrés“ trug, zusammen mit Felipe González eine der wichtigsten Persönlichkeiten auf dem XXIV. Kongress der PSOE, der 1970 in Toulouse stattfand und der Schauplatz der ersten Auseinandersetzungen zwischen den sogenannten „historischen“ Sozialisten (Históricos), die im Exil lebten, und den „Erneuerern“ (Renovadores) aus dem Landesinneren. Zwei Jahre später bestätigte der XXV. Kongress, der 1972 erneut in der französischen Stadt stattfand, den Bruch zwischen den erneuerten Positionen, die Guerra und González verteidigten, und den Postulaten der alten Garde unter der Führung des Rodolfo Llopis.
Auf dem XXVI. Kongress der PSOE 1974, der erneut im Exil in Frankreich in Suresnes stattfand, wurde die neue Führung der Partei mit Felipe González als Generalsekretär und Alfonso Guerra als Informations- und Pressesekretär gewählt. Er übernahm von Nicolás Redondo auf dem XXVII. Parteikongress im Dezember 1976 bis zu seiner Ablösung durch Carmen García Bloise am 29. September 1979 den Posten als Organisationssekretär der PSOE.

### Abgeordneter und Vize-Ministerpräsident
Am 15. Juni 1977 wurde er für die PSOE erstmals Mitglied des Abgeordnetenhauses (Congreso de los Diputados), des Unterhauses des Parlaments (Cortes Generales), und vertrat in diesem bis zum 14. Januar 2015 den Wahlkreis Sevilla. Während der gesetzgebenden Legislaturperiode war er zunächst zwischen dem 1. August 1977 und dem 1. Februar 1979 Stellvertretender Sprecher des Sprecherausschusses (Junta de Portavoces) sowie Mitglied verschiedener Fachausschüsse und in der darauf folgenden ersten Legislaturperiode (1979 bis 1982) vom 9. Mai 1979 bis 3. November 1981 Hauptsprecher des Sprecherausschusses. Als Nachfolger von Felipe González übernahm er zeitgleich am 9. Mai 1979 den Posten als Sprecher der PSOE-Fraktion im Abgeordnetenhaus und bekleidete auch diese Funktion bis zum 3. November 1981, woraufhin Javier Sáenz de Cosculluela ihn ablöste. Darüber hinaus wurde er am 29. September 1979 den neu geschaffenen Posten als Vize-Generalsekretär des PSOE und übernahm damit bis zum 21. Juni 1997 nach PSOE-Generalsekretär Felipe González als dessen Stellvertreter die zweite Position innerhalb der Spanischen Sozialistischen Arbeiterpartei. Beim Putsch vom 23. Februar 1981 wurde er bis zur Freilassung am nächsten Tage getrennt von den anderen Abgeordneten gefangen gehalten.

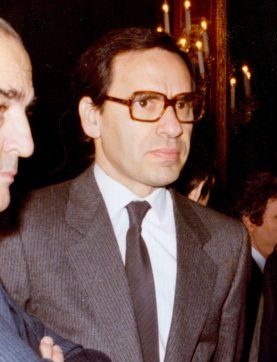
Alfonso Guerra (1988)

Nach dem Sieg des PSOE bei der Parlamentswahl am 28. Oktober 1982 wurde Alfonso Guerra in das Kabinett González I als Vize-Ministerpräsident (Vicepresidente del Gobierno) berufen. Er bekleidete das Amt des Vize-Ministerpräsidenten nach den Siegen des PSOE bei den darauf folgenden Wahlen auch im darauf folgenden zweiten Kabinett (25. Juli 1986 bis 6. Dezember 1989) und im dritten Kabinett González vom 6. Dezember 1989 bis zum 12. Januar 1991, woraufhin Narcís Serra am 13. März 1991 dieses Amt übernahm.
Neben seiner Mitgliedschaft in der Regierung sowie nach seinem Ausscheiden aus der Regierung gehörte Guerra dem Abgeordnetenhaus weiterhin an und war zeitweilig wieder Mitglied verschiedener Ausschüsse. Innerhalb des PSOE war er Anfang der 1990er Jahre Anführer der nach ihm benannten linken Traditionalisten (Guerristas), die mit den Erneuerern (renovadores) innerparteiliche Konflikte austrugen. In der achten Legislaturperiode fungierte er unter anderem zwischen dem 6. Mai 2004 und dem 15. Januar 2008 als Vorsitzender des Verfassungsausschusses (Comisión Constitucional) und behielt diese Funktion vom 5. Mai 2008 bis zum 27. September 2011 auch in der neunten Legislaturperiode. Daneben war er zwischen dem 2. Oktober 2008 und dem 30. Juni 2010 auch Vorsitzender des Unterausschusses für mögliche Änderungen des allgemeinen Wahlrechts (Subcomisión sobre las posibles modificaciones del Régimen Electoral General). Zuletzt war er in der zehnten Legislaturperiode vom 17. Januar 2012 bis zum 14. Januar 2015 Vorsitzender des Haushaltsausschusses (Comisión de Presupuestos). Am 14. Januar 2015 verzichtete er auf sein Mandat und schied nach fast 38 Jahren aus dem Parlament aus, woraufhin Silvia Oñate als Abgeordnete nachrückte.
Aus seiner Ehe mit María del Carmen Reina Sánchez gingen zwei Kinder hervor. 2023 entstand unter der Regie von Manuel Lamarca Rosales über ihn der Dokumentarfilm „Alfonso Guerra. El hombre detrás del político“.

## Veröffentlichungen
- Partido Socialista Obrero Español, Mitautor Felipe González, Albia, Bilbao 1977
- Consejo de Estado, Mitautoren Javier Moscoso, Antonio Hernández Gil, Madrid 1983
- Felipe González, Novatex, Madrid 1984
- El Futuro del socialismo, Editorial Sistema, 1986
- El Nuevo compromiso europeo, Editorial Sistema, 1987
- Nuevos horizontes teóricos para el socialismo, Editorial Sistema, 1987
- Socialismo y cultura, Editorial Sistema, 1990
- La década del cambio, Mitautor José Félix Tezanos, Editorial Sistema, 1992
- La democracia herida, Espasa, 1997
- Una nueva política social y económica para Europa, Editorial Sistema, 1997
- Diccionario de la Izquierda, Planeta, 1998
- Construyendo la modernidad, Mitautoren Enrique Moral Sandoval, Santiago Castillo, Editorial Pablo Iglesias, 2002
- Alternativas para el siglo XXI, Mitautor José Félix Tezanos, Editorial Sistema, 2003
- Políticas económicas para el siglo XXI, Mitautor José Félix Tezanos, Editorial Sistema, 2004
- Cuando el tiempo nos alcanza. Memorias 1940–1982, Espasa, 2005
- La paz y el derecho internacional, Mitautor José Félix Tezanos, Editorial Sistema, 2005
- Las políticas de la tierra, Mitautor José Félix Tezanos, Editorial Sistema, 2006
- El rumbo de Europa, Mitautor José Félix Tezanos, Editorial Sistema, 2007
- Dejando atrás los vientos. Memorias 1982–1991, Espasa, 2009
- La lucha contra el hambre y la pobreza, Mitautor José Félix Tezanos, Editorial Sistema, 2010
- Los retos de Europa, Mitautor José Félix Tezanos, Editorial Sistema, 2012
- Alternativas económicas y sociales frente a la crisis, Mitautor José Félix Tezanos, Editorial Sistema, 2012
- Una página difícil de arrancar. Memorias 1991–actualidad, Planeta, 2013
- La España en la que creo, La Esfera, 2019
- La rosa y las espinas, Mitautor Manuel Lamarca, La Esfera de los Libros, 2023

## Hintergrundliteratur
- Miguel Fernández-Braso: Conversaciones con Alfonso Guerra, Planeta, Barcelona 1983
- Javier Escudero Rodríguez, Juan Cano Bueso: Estudios en homenaje a Alfonso Guerra, Tirant lo Blanch, Valencia 2017
- Jorge Semprun: Federico Sanchez verabschiedet sich. Berlin 2022. Seite 57–96.